# Hôrky
Hôrky es un municipio situado en el distrito de Žilina, en la región de Žilina, Eslovaquia. Tiene una población estimada, en junio de 2024, de 1034 habitantes.

## Demografía
| Año        | 1994 | 2004    | 2014     | 2024     |
| ---------- | ---- | ------- | -------- | -------- |
| Población  | 581  | 615     | 722      | 1042     |
| Diferencia |      | +5,85 % | +17,39 % | +44,32 % |

| Año        | 2023 | 2024    |
| ---------- | ---- | ------- |
| Población  | 1011 | 1042    |
| Diferencia |      | +3,06 % |